# Khanh Hoa
Khanh Hoa (på vietnamesiska Khánh Hoà) är en provins i centrala Vietnam. Provinsen består av stadsdistrikten Nha Trang (huvudstaden) och Cam Ranh samt sex landsbygdsdistrikt: Dien Khanh, Khanh Son, Khanh Vinh, Ninh Hoa, Truong Sa och Van Ninh.